# Philodendron fragrantissimum
Philodendron fragrantissimum är en kallaväxtart som först beskrevs av William Jackson Hooker, och fick sitt nu gällande namn av George Don jr. Philodendron fragrantissimum ingår i släktet Philodendron och familjen kallaväxter. Inga underarter finns listade.

## Bildgalleri

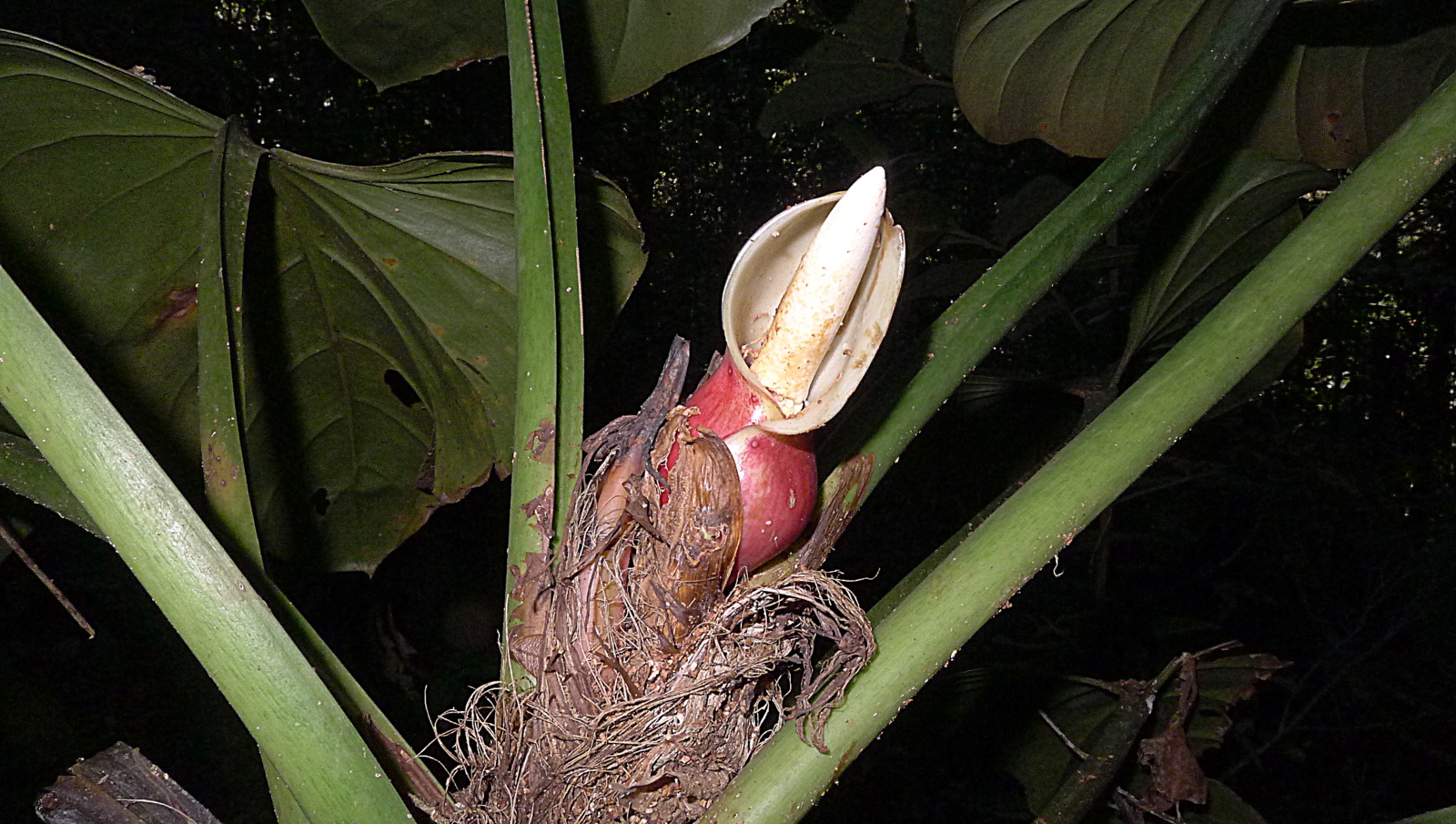
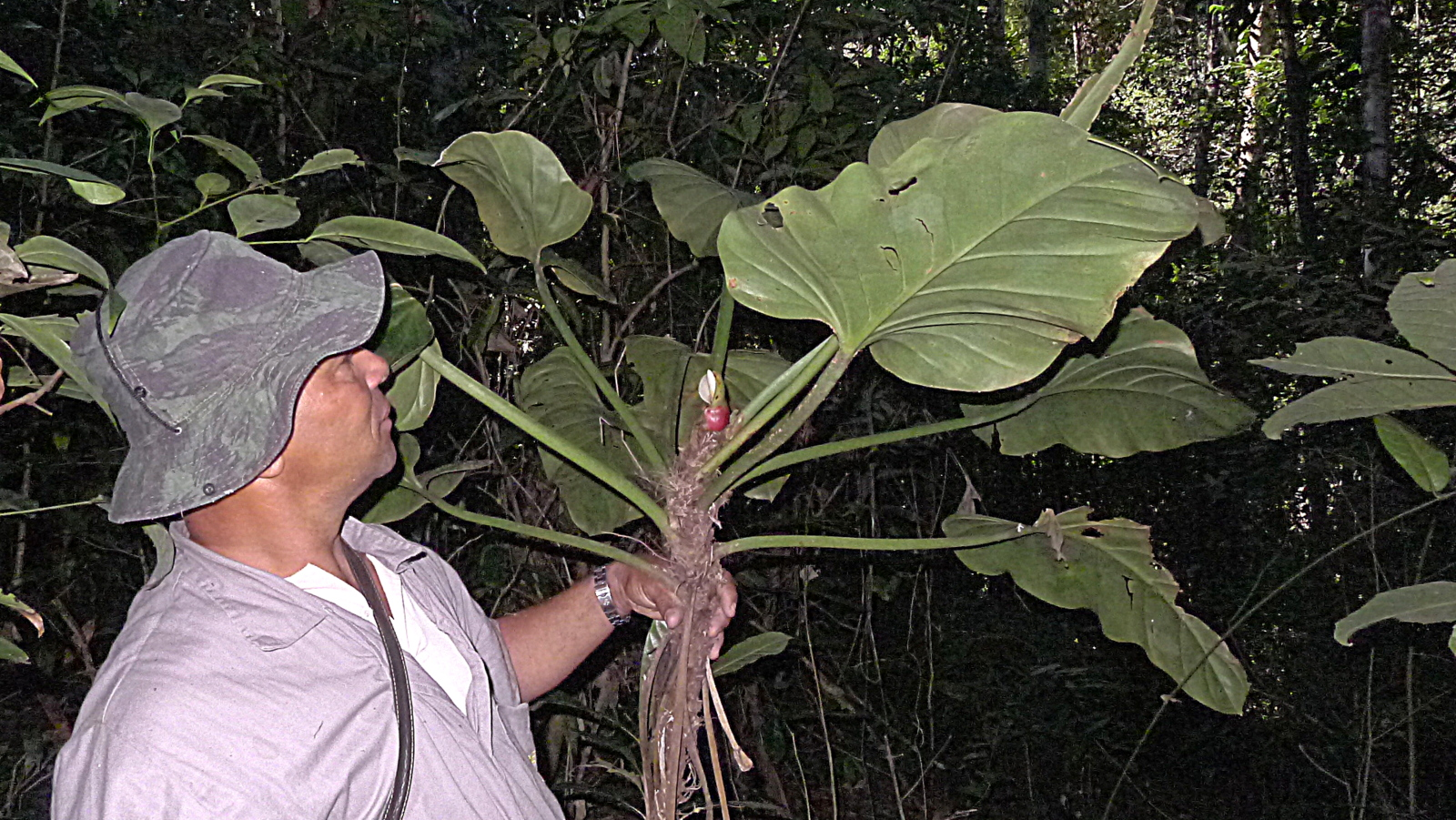
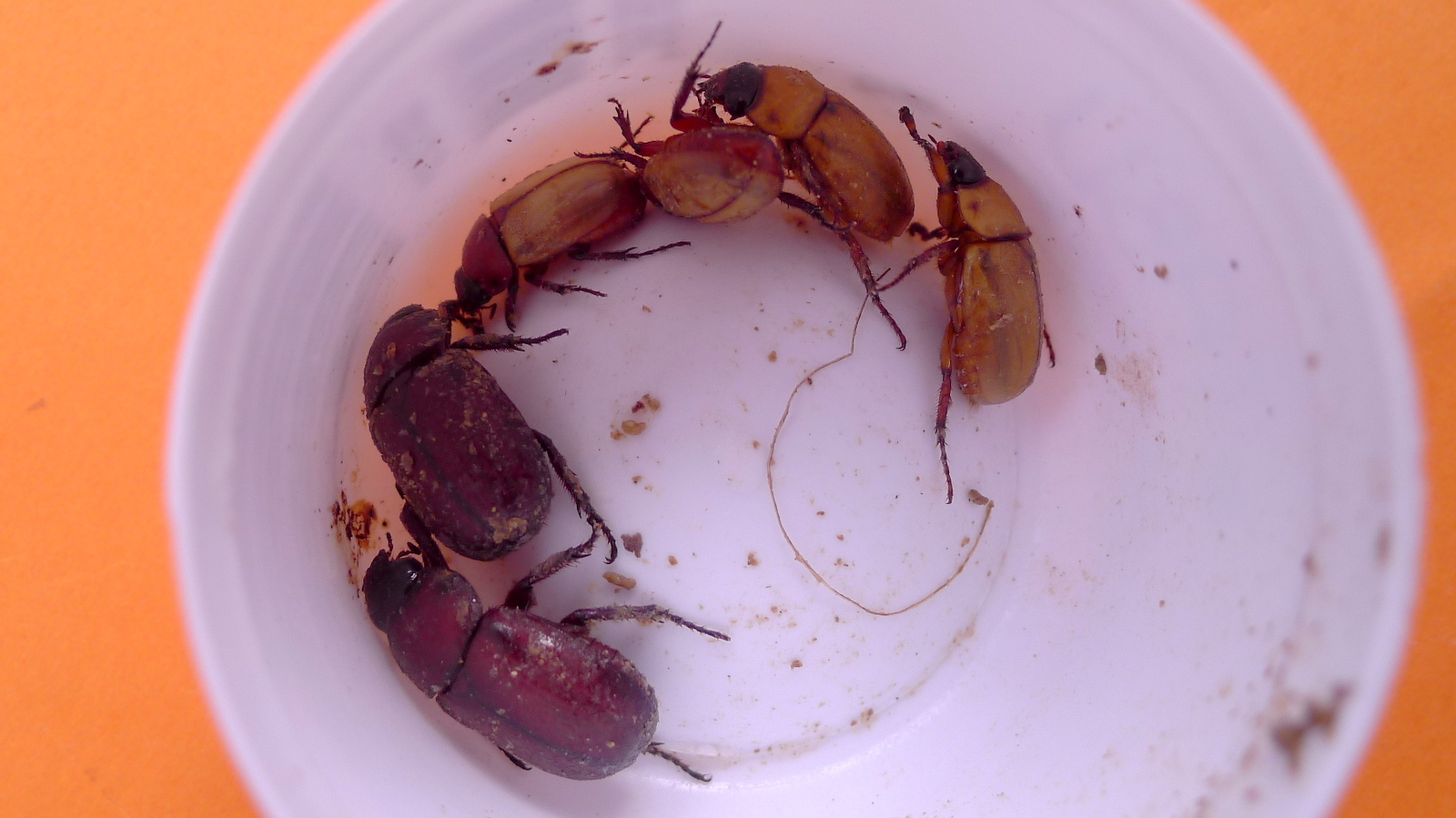
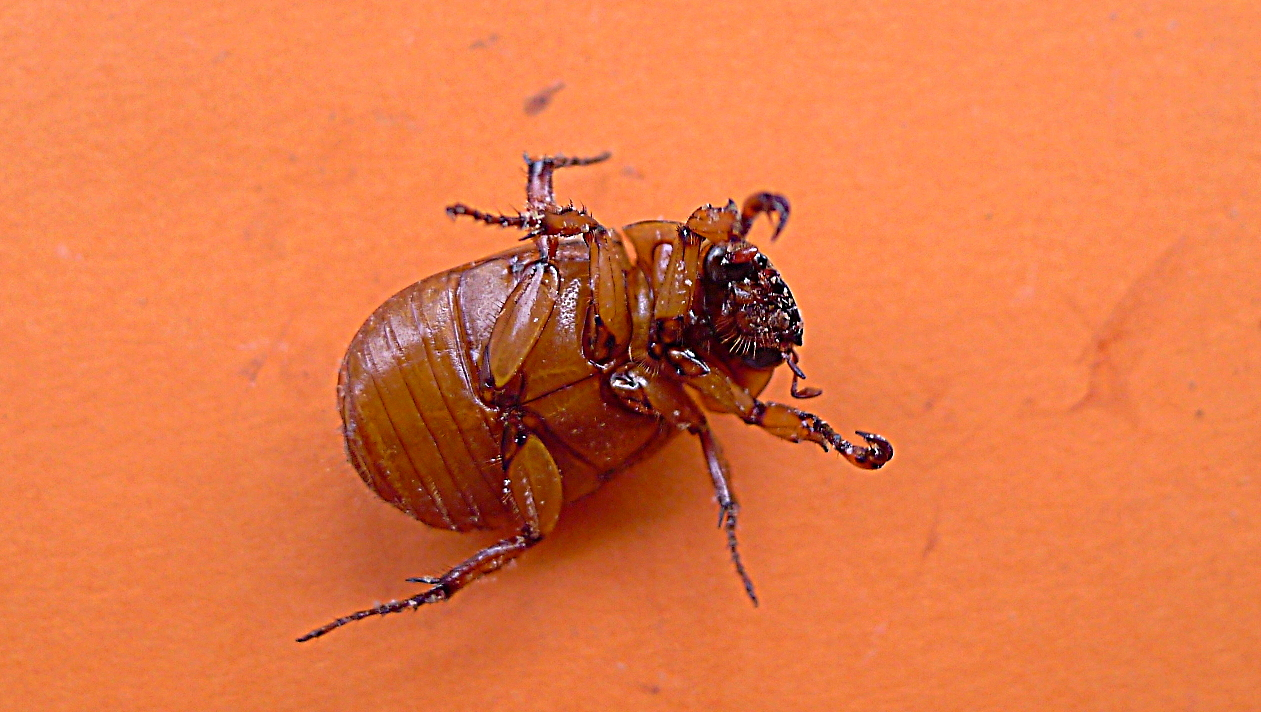